# Limajärvi
Limajärvi är en sjö i kommunen Soini i landskapet Södra Österbotten i Finland. Sjön ligger 183,1 meter över havet. Den är 2,3 meter djup. Arean är 1,08 kvadratkilometer och strandlinjen är 5,33 kilometer lång. Sjön  ingår i Kymmene älvs huvudavrinningsområde.   Den ligger omkring 79 kilometer öster om Seinäjoki och omkring 300 kilometer norr om Helsingfors. 